# Maribel Álvarez
Maribel Álvarez López-Vega (Oviedo, 29 de mayo de 1935), conocida como Maribel Álvarez. Escritora y locutora de radio. Desarrolló toda su carrera en Radio Juventud de Barcelona y RJ 2 en estereofonía. También trabajó en diversos espacios relacionados con la voz, más unas pequeñas intervenciones de imagen en series de TVE.

## Trayectoria

### En la radio
A los 13 años entró en contacto con Radio Oviedo porque necesitaban a chicos y chicas jóvenes para interpretar en directo cuentos infantiles.
En 1959 se trasladó a Barcelona donde fue contratada por Radio Juventud. Álvarez hizo una pausa por cuestiones personales y regresó en 1964 cuando entró a formar parte de la plantilla de locutores. La programación era musical y l
la publicidad se emitía en directo.
Hasta ese momento, el nombre de Radio Juventud estaba relacionado con las "juventudes de la Falange" y con el "Movimiento", y el objetivo marcado para la nueva etapa era el de otorgarle un aire joven y moderno, sin mención política alguna.
Le encargaron todos los indicativos de Radio Juventud:

La voz de Maribel era sensual, misteriosa, curiosa, inocente y picante, todo al mismo tiempo.

Álvarez trabajó durante una temporada con Pedro Ruiz en un programa de humor creado y dirigido por él mismo en Radio Barcelona.
Con Jordi Estadella realizó una serie de reportajes de contenido social.
En el programa "Las tardes de Odette" conoció al actor de teatro Gabriel Agustí quien se convertiría en su pareja desde entonces.

### En la televisión
En 1975 colaboró en televisión, en la serie Original de La 2.ª Cadena, realizada por Esteban Durán.
- Sin gratitud. Personaje: Gertrudis. Emitido el 7 de octubre de 1975.
- La multiplicación. Personaje: Doncella. Emitido el 26 de diciembre de 1976.
- Homenaje a Cecilia. Personaje: Madre. Emitido el 1 de enero de 1977.
- Manos abiertas. Personaje: Doncella. Emitido el 10 de abril de 1977.

En 1984, interpretó a Ruth Benet en Yo robo, tú chantajeas, ella estafa y además un muerto, también por Esteban Durán.
- Episodio 1. Emitido el 26 de junio de 1984.
- Episodio 2. Emitido el 3 de julio de 1984.
- Episodio 3. Emitido el 10 de julio de 1984.
- Episodio 4. Emitido el 17 de julio de 1984.

También trabajó en doblajes, especialmente en series de televisión y puso su voz en campañas de publicidad para spots de televisión y cuñas de radio.

### Obras
- "La galería de las niñas muertas", 2018
- La mordedura del sapo, 2015, ISBN 978-84-1634-167-2.
- Quién coño eres, incluido en el volumen 30 de Ediciones Oblicuas, 2011, ISBN 978-84-1506-768-9[11][12]
- Se parece tanto a Humphrey Bogart, 1996, ISBN 978-84-920999-5-5[13]
- Háblame de Claudia, 1998, ISBN 978-84-89841-18-5[14]
- La balsa, relato corto ganador del primer premio del IV Certamen de Relatos Breves de Mujer organizado por el Ayuntamiento de Valladolid, incluido en Relatos de mujer, 2002, ISBN 84-95389-36-3 [cita requerida]
- Tres sillas de anea, 2003, ISBN 978-84-9328-387-2, novela galardonada con el Premio de novela Juan Pablo Forner de Mérida en su sexta edición.[15]
- Los dos miraban el reloj, 2007, ISBN 978-84-9649-138-0[16]